# Will Forster
William Paul Forster (également surnommé Forster-Warner) est un homme politique libéral-démocrate britannique qui est député de Woking depuis 2024. 

## Biographie
Forster grandit à Goldsworth Park et Horsell. Il fréquente l'école primaire Horsell Church of England, le lycée Woking et le Woking College.
Il est conseiller pour Woking South au sein du Surrey County Council depuis 2009 et conseiller au Woking Borough Council depuis 2011 pour Hoe Valley (anciennement Kingfield et Westfield).
De 2018 à 2019, Forster est maire de Woking.
Forster est le candidat libéral-démocrate pour la circonscription de Woking aux élections générales de 2019, après avoir été sélectionné pour participer aux élections précédentes en 2017.